# Аритметичке функције
У теорији бројева, аритметичка функција је генерално било која функција чији је домен скуп позитивних целих бројева, а кодомен је подскуп комплексних бројева. Харди и Рајт у своју дефиницију укључују захтев да аритметичка функција "изражава неко аритметичко својство броја n". Постоји и шира класа функција у теорији бројева које се не уклапају у ову дефиницију, на пример, функције за бројање простих бројева. Овај чланак пружа везе ка функцијама обе класе.
Пример аритметичке функције је делитељска функција, чија је вредност за позитиван цео број n једнака броју делитеља броја n.
Аритметичке функције су често изузетно неправилне (погледати табелу), али неке од њих имају развој у ред у терминима Рамануџановог збира.

## Мултипликативне и адитивне функције
Аритметичка функција a је
- потпуно адитивна ако је a(mn) = a(m) + a(n) за све природне бројеве m и n;
- потпуно мултипликативна ако је a(1) = 1 и a(mn) = a(m)a(n) за све природне бројеве m и n;

Два цела броја m и n називају се узајамно прости ако је њихов највећи заједнички делилац 1, то јест, ако не постоји прост број који дели оба броја.
Тада је аритметичка функција a
- адитивна ако је a(mn) = a(m) + a(n) за све узајамно просте природне бројеве m и n;
- мултипликативна ако је a(1) = 1 и a(mn) = a(m)a(n) за све узајамно просте природне бројеве m и n.

## Нотација
У овом чланку, {\textstyle \sum _{p}f(p)} и {\textstyle \prod _{p}f(p)} означавају да се сума или производ узимају преко свих простих бројева:
{\displaystyle \sum _{p}f(p)=f(2)+f(3)+f(5)+\cdots }
и
{\displaystyle \prod _{p}f(p)=f(2)f(3)f(5)\cdots .}
Слично, {\textstyle \sum _{p^{k}}f(p^{k})} и {\textstyle \prod _{p^{k}}f(p^{k})} означавају да се сума или производ узимају преко свих степена простих бројева са строго позитивним експонентом (дакле, k = 0 није укључено):
{\displaystyle \sum _{p^{k}}f(p^{k})=\sum _{p}\sum _{k>0}f(p^{k})=f(2)+f(3)+f(4)+f(5)+f(7)+f(8)+f(9)+\cdots .}
Нотације {\textstyle \sum _{d\mid n}f(d)} и {\textstyle \prod _{d\mid n}f(d)} означавају да се сума или производ узимају преко свих позитивних делитеља броја n, укључујући 1 и n. На пример, ако је n = 12, онда је
{\displaystyle \prod _{d\mid 12}f(d)=f(1)f(2)f(3)f(4)f(6)f(12).}
Нотације се могу комбиновати: {\textstyle \sum _{p\mid n}f(p)} и {\textstyle \prod _{p\mid n}f(p)} означавају да се сума или производ узимају преко свих простих делитеља броја n. На пример, ако је n = 18, онда је
{\displaystyle \sum _{p\mid 18}f(p)=f(2)+f(3),}
и слично, {\textstyle \sum _{p^{k}\mid n}f(p^{k})} и {\textstyle \prod _{p^{k}\mid n}f(p^{k})} означавају да се сума или производ узимају преко свих степена простих бројева који деле n. На пример, ако је n = 24, онда је
{\displaystyle \prod _{p^{k}\mid 24}f(p^{k})=f(2)f(3)f(4)f(8).}

## Ω(n),ω(n),νp(n) – декомпозиција на просте степене
Основна теорема аритметике тврди да се сваки позитиван цео број n може јединствено представити као производ степена простих бројева: {\displaystyle n=p_{1}^{a_{1}}\cdots p_{k}^{a_{k}}} где су  p1 < p2 < ... < pk прости бројеви, а aj су позитивни цели бројеви. (1 је представљено празним производом.)
Често је згодно ово записати као бесконачан производ преко свих простих бројева, где сви осим коначног броја имају нулти експонент. Дефинише се p-адска валуација νp(n) као експонент највећег степена простог броја p који дели n. То јест, ако је p један од pi, онда је νp(n) = ai, иначе је нула. Тада је
{\displaystyle n=\prod _{p}p^{\nu _{p}(n)}.}
У терминима наведеног, просте омега функције ω и Ω су дефинисане са
Да би се избегло понављање, формуле за функције наведене у овом чланку су, где год је то могуће, дате у терминима n и одговарајућих pi, ai, ω и Ω.

## Мултипликативне функције

### σk(n),τ(n),d(n) – функције делитеља
σk(n) је збир k-тих степена позитивних делитеља броја n, укључујући 1 и n, где је k комплексни број.
σ1(n), збир (позитивних) делитеља броја n, обично се означава са σ(n).
Пошто је позитиван број на нулти степен једнак један, σ0(n) је стога број (позитивних) делитеља броја n; обично се означава са d(n) или τ(n) (од немачког Teiler = делитељи).
{\displaystyle \sigma _{k}(n)=\prod _{i=1}^{\omega (n)}{\frac {p_{i}^{(a_{i}+1)k}-1}{p_{i}^{k}-1}}=\prod _{i=1}^{\omega (n)}\left(1+p_{i}^{k}+p_{i}^{2k}+\cdots +p_{i}^{a_{i}k}\right).}
Ако се у другом производу узме k = 0, добија се
{\displaystyle \tau (n)=d(n)=(1+a_{1})(1+a_{2})\cdots (1+a_{\omega (n)}).}

### φ(n) – Ојлерова фи функција
φ(n), Ојлерова фи функција, је број позитивних целих бројева који нису већи од n и који су узајамно прости са n.
{\displaystyle \varphi (n)=n\prod _{p\mid n}\left(1-{\frac {1}{p}}\right)=n\left({\frac {p_{1}-1}{p_{1}}}\right)\left({\frac {p_{2}-1}{p_{2}}}\right)\cdots \left({\frac {p_{\omega (n)}-1}{p_{\omega (n)}}}\right).}

### Jk(n) – Жорданова фи функција
Jk(n), Жорданова фи функција, је број k-торки позитивних целих бројева мањих или једнаких n који заједно са n чине узајамно просту (k + 1)-торку. Она је генерализација Ојлерове фи функције, φ(n) = J1(n).
{\displaystyle J_{k}(n)=n^{k}\prod _{p\mid n}\left(1-{\frac {1}{p^{k}}}\right)=n^{k}\left({\frac {p_{1}^{k}-1}{p_{1}^{k}}}\right)\left({\frac {p_{2}^{k}-1}{p_{2}^{k}}}\right)\cdots \left({\frac {p_{\omega (n)}^{k}-1}{p_{\omega (n)}^{k}}}\right).}

### μ(n) – Мебијусова функција
μ(n), Мебијусова функција, важна је због формуле Мебијусове инверзије. Погледати Дирихлеова конволуција, испод.
{\displaystyle \mu (n)={\begin{cases}(-1)^{\omega (n)}=(-1)^{\Omega (n)}&{\text{ако је }}\;\omega (n)=\Omega (n)\\0&{\text{ако је }}\;\omega (n)\neq \Omega (n).\end{cases}}}
Ово имплицира да је μ(1) = 1. (Јер је Ω(1) = ω(1) = 0.)

### τ(n) – Рамануџанова тау функција
τ(n), Рамануџанова тау функција, дефинисана је својим идентитетом генераторне функције:
{\displaystyle \sum _{n\geq 1}\tau (n)q^{n}=q\prod _{n\geq 1}(1-q^{n})^{24}.}
Иако је тешко тачно рећи које "аритметичко својство n-а" она "изражава", (τ(n) је (2π)−12 пута n-ти Фуријеов коефицијент у q-експанзији модуларне дискриминантне функције) укључена је међу аритметичке функције јер је мултипликативна и појављује се у идентитетима који укључују одређене σk(n) и rk(n) функције (јер су и оне коефицијенти у развоју модуларних форми).

### cq(n) – Рамануџанов збир
cq(n), Рамануџанов збир, је збир n-тих степена примитивних q-тих корена јединице:
{\displaystyle c_{q}(n)=\sum _{\stackrel {1\leq a\leq q}{\gcd(a,q)=1}}e^{2\pi i{\tfrac {a}{q}}n}.}
Иако је дефинисан као збир комплексних бројева (ирационалних за већину вредности q), он је цео број. За фиксну вредност n он је мултипликативан у q:
Ако су q и r узајамно прости, онда је {\displaystyle c_{q}(n)c_{r}(n)=c_{qr}(n).}

### ψ(n) – Дедекиндова пси функција
Дедекиндова пси функција, коришћена у теорији модуларних функција, дефинисана је формулом
{\displaystyle \psi (n)=n\prod _{p|n}\left(1+{\frac {1}{p}}\right).}

## Потпуно мултипликативне функције

### λ(n) – Лијувилова функција
λ(n), Лијувилова функција, дефинисана је са
{\displaystyle \lambda (n)=(-1)^{\Omega (n)}.}

### χ(n) – карактери
Сви Дирихлеови карактери χ(n) су потпуно мултипликативни. Два карактера имају посебне ознаке:
Главни карактер (mod n) означава се са χ0(a) (или χ1(a)). Дефинисан је као
{\displaystyle \chi _{0}(a)={\begin{cases}1&{\text{ако је }}\gcd(a,n)=1,\\0&{\text{ако је }}\gcd(a,n)\neq 1.\end{cases}}}
Квадратни карактер (mod n) означава се Јакобијевим симболом за непарно n (није дефинисан за парно n):
{\displaystyle \left({\frac {a}{n}}\right)=\left({\frac {a}{p_{1}}}\right)^{a_{1}}\left({\frac {a}{p_{2}}}\right)^{a_{2}}\cdots \left({\frac {a}{p_{\omega (n)}}}\right)^{a_{\omega (n)}}.}
У овој формули {\displaystyle ({\tfrac {a}{p}})} је Лежандров симбол, дефинисан за све целе бројеве a и све непарне просте бројеве p са
{\displaystyle \left({\frac {a}{p}}\right)={\begin{cases}\;\;\,0&{\text{ако је }}a\equiv 0{\pmod {p}},\\+1&{\text{ако је }}a\not \equiv 0{\pmod {p}}{\text{ и за неки цео број }}x,\;a\equiv x^{2}{\pmod {p}}\\-1&{\text{ако такав }}x{\text{ не постоји}}.\end{cases}}}
Према уобичајеној конвенцији за празан производ, {\displaystyle \left({\frac {a}{1}}\right)=1.}

## Адитивне функције

### ω(n) – различити прости делитељи
ω(n), дефинисана горе као број различитих простих бројева који деле n, је адитивна (погледати Просте омега функције).

## Потпуно адитивне функције

### Ω(n) – прости делитељи
Ω(n), дефинисана горе као број простих фактора броја n бројаних са вишеструкостима, је потпуно адитивна (погледати Просте омега функције).

### νp(n) –p-адска валуацијацелог бројаn
За фиксни прост број p, νp(n), дефинисана горе као експонент највећег степена броја p који дели n, је потпуно адитивна.

### Логаритамски извод
{\displaystyle \operatorname {ld} (n)={\frac {D(n)}{n}}=\sum _{\stackrel {p\mid n}{p{\text{ прост}}}}{\frac {v_{p}(n)}{p}}}, где је {\displaystyle D(n)} аритметички извод.

## Ни мултипликативне ни адитивне

### π(x), Π(x),ϑ(x),ψ(x) – функције расподеле простих бројева
Ове важне функције (које нису аритметичке функције) дефинисане су за ненегативне реалне аргументе и користе се у различитим исказима и доказима теореме о простим бројевима. Оне су суматорне функције (погледати главни одељак испод) аритметичких функција које нису ни мултипликативне ни адитивне.
π(x), функција расподеле простих бројева, је број простих бројева који нису већи од x. Она је суматорна функција карактеристичне функције простих бројева.
{\displaystyle \pi (x)=\sum _{p\leq x}1}
Сродна функција броји степене простих бројева са тежином 1 за просте бројеве, 1/2 за њихове квадрате, 1/3 за кубове, итд. Она је суматорна функција аритметичке функције која узима вредност 1/k за целе бројеве који су k-ти степен неког простог броја, а вредност 0 за друге целе бројеве.
{\displaystyle \Pi (x)=\sum _{p^{k}\leq x}{\frac {1}{k}}.}
ϑ(x) и ψ(x), Чебишевљеве функције, дефинисане су као збирови природних логаритама простих бројева који нису већи од x.
{\displaystyle \vartheta (x)=\sum _{p\leq x}\log p,}
{\displaystyle \psi (x)=\sum _{p^{k}\leq x}\log p.}
Друга Чебишевљева функција ψ(x) је суматорна функција фон Манголтове функције која је описана испод.

### Λ(n) – фон Манголтова функција
Λ(n), фон Манголтова функција, је 0 осим ако је аргумент n степен простог броја pk, у ком случају је то природни логаритам простог броја p:
{\displaystyle \Lambda (n)={\begin{cases}\log p&{\text{ако је }}n=2,3,4,5,7,8,9,11,13,16,\ldots =p^{k}{\text{ степен простог броја}}\\0&{\text{ако }}n=1,6,10,12,14,15,18,20,21,\dots \;\;\;\;{\text{ није степен простог броја}}.\end{cases}}}

### p(n) – партициона функција
p(n), партициона функција, је број начина представљања n као збира позитивних целих бројева, где се две репрезентације са истим сабирцима у различитом редоследу не рачунају као различите:
{\displaystyle p(n)=\left|\left\{(a_{1},a_{2},\dots a_{k}):0<a_{1}\leq a_{2}\leq \cdots \leq a_{k}\;\land \;n=a_{1}+a_{2}+\cdots +a_{k}\right\}\right|.}

### λ(n) – Кармајклова функција
λ(n), Кармајклова функција, је најмањи позитиван број такав да је {\displaystyle a^{\lambda (n)}\equiv 1{\pmod {n}}} за све a узајамно просте са n. Еквивалентно, то је најмањи заједнички садржалац редова елемената мултипликативне групе целих бројева по модулу n.
За степене непарних простих бројева и за 2 и 4, λ(n) је једнака Ојлеровој фи функцији од n; за степене броја 2 веће од 4, једнака је половини Ојлерове фи функције од n:
{\displaystyle \lambda (n)={\begin{cases}\;\;\phi (n)&{\text{ако је }}n=2,3,4,5,7,9,11,13,17,19,23,25,27,\dots \\{\tfrac {1}{2}}\phi (n)&{\text{ако је }}n=8,16,32,64,\dots \end{cases}}}
а за опште n то је најмањи заједнички садржалац од λ за сваки од фактора степена простог броја од n:
{\displaystyle \lambda (p_{1}^{a_{1}}p_{2}^{a_{2}}\dots p_{\omega (n)}^{a_{\omega (n)}})=\operatorname {lcm} [\lambda (p_{1}^{a_{1}}),\;\lambda (p_{2}^{a_{2}}),\dots ,\lambda (p_{\omega (n)}^{a_{\omega (n)}})].}

### h(n) – број класе
h(n), функција броја класе, је ред групе класа идеала алгебарског проширења рационалних бројева са дискриминантом n. Нотација је двосмислена, јер генерално постоји много проширења са истом дискриминантом. Погледати квадратно поље и циклотомично поље за класичне примере.

### rk(n) – збирkквадрата
rk(n) је број начина на које се n може представити као збир k квадрата, где се репрезентације које се разликују само у редоследу сабирака или у знацима квадратних корена рачунају као различите.
{\displaystyle r_{k}(n)=\left|\left\{(a_{1},a_{2},\dots ,a_{k}):n=a_{1}^{2}+a_{2}^{2}+\cdots +a_{k}^{2}\right\}\right|}

### D(n) – Аритметички извод
Користећи Хевисајдову нотацију за извод, аритметички извод D(n) је функција таква да
- {\displaystyle D(n)=1} ако је n прост, и
- {\displaystyle D(mn)=mD(n)+D(m)n} (правило производа)

## Суматорне функције
За дату аритметичку функцију a(n), њена суматорна функција A(x) је дефинисана са
{\displaystyle A(x):=\sum _{n\leq x}a(n).}
A се може сматрати функцијом реалне променљиве. За дати позитиван цео број m, A је константна дуж отворених интервала m < x < m + 1, и има скоковити дисконтинуитет у сваком целом броју за који је a(m) ≠ 0.
Пошто се такве функције често представљају редовима и интегралима, да би се постигла тачкаста конвергенција, уобичајено је дефинисати вредност у дисконтинуитетима као просек вредности са леве и десне стране:
{\displaystyle A_{0}(m):={\frac {1}{2}}\left(\sum _{n<m}a(n)+\sum _{n\leq m}a(n)\right)=A(m)-{\frac {1}{2}}a(m).}
Појединачне вредности аритметичких функција могу дивље флуктуирати – као у већини горе наведених примера. Суматорне функције "изглађују" ове флуктуације. У неким случајевима је могуће пронаћи асимптотско понашање за суматорну функцију за велико x. Класичан пример овог феномена дат је суматорном функцијом делитеља, суматорном функцијом од d(n), броја делитеља од n:
{\displaystyle \liminf _{n\to \infty }d(n)=2}
{\displaystyle \limsup _{n\to \infty }{\frac {\log d(n)\log \log n}{\log n}}=\log 2}
{\displaystyle \lim _{n\to \infty }{\frac {d(1)+d(2)+\cdots +d(n)}{\log(1)+\log(2)+\cdots +\log(n)}}=1.}
Просечан ред аритметичке функције је нека једноставнија или боље схваћена функција која има исту суматорну функцију асимптотски, и стога узима исте вредности "у просеку". Кажемо да је g просечан ред од f ако је
{\displaystyle \sum _{n\leq x}f(n)\sim \sum _{n\leq x}g(n)}
када x тежи бесконачности. Пример изнад показује да d(n) има просечан ред log(n).

## Дирихлеова конволуција
За дату аритметичку функцију a(n), нека је Fa(s), за комплексно s, функција дефинисана одговарајућим Дирихлеовим редом (где конвергира):
{\displaystyle F_{a}(s):=\sum _{n=1}^{\infty }{\frac {a(n)}{n^{s}}}.}
Fa(s) се назива генераторна функција од a(n). Најједноставнији такав ред, који одговара константној функцији a(n) = 1 за свако n, је ζ(s), Риманова зета-функција.
Генераторна функција Мебијусове функције је инверзна функција зета-функције:
{\displaystyle \zeta (s)\,\sum _{n=1}^{\infty }{\frac {\mu (n)}{n^{s}}}=1,\;\;\Re s>1.}
Размотримо две аритметичке функције a и b и њихове одговарајуће генераторне функције Fa(s) и Fb(s). Производ Fa(s)Fb(s) може се израчунати на следећи начин:
{\displaystyle F_{a}(s)F_{b}(s)=\left(\sum _{m=1}^{\infty }{\frac {a(m)}{m^{s}}}\right)\left(\sum _{n=1}^{\infty }{\frac {b(n)}{n^{s}}}\right).}
Једноставна вежба је показати да ако је c(n) дефинисано са
{\displaystyle c(n):=\sum _{ij=n}a(i)b(j)=\sum _{i\mid n}a(i)b\left({\frac {n}{i}}\right),}
онда је {\displaystyle F_{c}(s)=F_{a}(s)F_{b}(s).}
Ова функција c се назива Дирихлеова конволуција од a и b, и означава се са {\displaystyle a*b}.
Посебно важан случај је конволуција са константном функцијом a(n) = 1 за свако n, што одговара множењу генераторне функције са зета-функцијом:
{\displaystyle g(n)=\sum _{d\mid n}f(d).}
Множењем инверзом зета-функције добија се Мебијусова формула инверзије:
{\displaystyle f(n)=\sum _{d\mid n}\mu \left({\frac {n}{d}}\right)g(d).}
Ако је f мултипликативна, онда је и g. Ако је f потпуно мултипликативна, онда је g мултипликативна, али може, а и не мора бити потпуно мултипликативна.

## Релације међу функцијама
Постоји велики број формула које повезују аритметичке функције међусобно и са функцијама анализе, посебно степенима, коренима, те експоненцијалном и логаритамском функцијом. Страница идентитети збира делитеља садржи много више генерализованих и сродних примера идентитета који укључују аритметичке функције.
Ево неколико примера:

### Дирихлеове конволуције
{\displaystyle \sum _{\delta \mid n}\mu (\delta )=\sum _{\delta \mid n}\lambda \left({\frac {n}{\delta }}\right)|\mu (\delta )|={\begin{cases}1&{\text{ако је }}n=1\\0&{\text{ако је }}n\neq 1\end{cases}}}     где је λ Лијувилова функција.
{\displaystyle \sum _{\delta \mid n}\varphi (\delta )=n.}      
{\displaystyle \varphi (n)=\sum _{\delta \mid n}\mu \left({\frac {n}{\delta }}\right)\delta =n\sum _{\delta \mid n}{\frac {\mu (\delta )}{\delta }}.}        Мебијусова инверзија
{\displaystyle \sum _{d\mid n}J_{k}(d)=n^{k}.}      
{\displaystyle J_{k}(n)=\sum _{\delta \mid n}\mu \left({\frac {n}{\delta }}\right)\delta ^{k}=n^{k}\sum _{\delta \mid n}{\frac {\mu (\delta )}{\delta ^{k}}}.}        Мебијусова инверзија
{\displaystyle \sum _{\delta \mid n}\delta ^{s}J_{r}(\delta )J_{s}\left({\frac {n}{\delta }}\right)=J_{r+s}(n)}      
{\displaystyle \sum _{\delta \mid n}\varphi (\delta )d\left({\frac {n}{\delta }}\right)=\sigma (n).}      
{\displaystyle \sum _{\delta \mid n}|\mu (\delta )|=2^{\omega (n)}.}      
{\displaystyle |\mu (n)|=\sum _{\delta \mid n}\mu \left({\frac {n}{\delta }}\right)2^{\omega (\delta )}.}        Мебијусова инверзија
{\displaystyle \sum _{\delta \mid n}2^{\omega (\delta )}=d(n^{2}).}      
{\displaystyle 2^{\omega (n)}=\sum _{\delta \mid n}\mu \left({\frac {n}{\delta }}\right)d(\delta ^{2}).}        Мебијусова инверзија
{\displaystyle \sum _{\delta \mid n}d(\delta ^{2})=d^{2}(n).}      
{\displaystyle d(n^{2})=\sum _{\delta \mid n}\mu \left({\frac {n}{\delta }}\right)d^{2}(\delta ).}        Мебијусова инверзија
{\displaystyle \sum _{\delta \mid n}d\left({\frac {n}{\delta }}\right)2^{\omega (\delta )}=d^{2}(n).}      
{\displaystyle \sum _{\delta \mid n}\lambda (\delta )={\begin{cases}&1{\text{ ако је }}n{\text{ квадрат }}\\&0{\text{ ако }}n{\text{ није квадрат.}}\end{cases}}}      где је λ Лијувилова функција.
{\displaystyle \sum _{\delta \mid n}\Lambda (\delta )=\log n.}      
{\displaystyle \Lambda (n)=\sum _{\delta \mid n}\mu \left({\frac {n}{\delta }}\right)\log(\delta ).}        Мебијусова инверзија

### Збирови квадрата
За све {\displaystyle k\geq 4,\;\;\;r_{k}(n)>0.}     (Лагранжова теорема о четири квадрата).
{\displaystyle r_{2}(n)=4\sum _{d\mid n}\left({\frac {-4}{d}}\right),} 
где Кронекеров симбол има вредности
{\displaystyle \left({\frac {-4}{n}}\right)={\begin{cases}+1&{\text{ако је }}n\equiv 1{\pmod {4}}\\-1&{\text{ако је }}n\equiv 3{\pmod {4}}\\\;\;\;0&{\text{ако је }}n{\text{ паран}}.\\\end{cases}}}
Постоји формула за r3 у одељку о бројевима класе испод.
{\displaystyle r_{4}(n)=8\sum _{\stackrel {d\mid n}{4\,\nmid \,d}}d=8(2+(-1)^{n})\sum _{\stackrel {d\mid n}{2\,\nmid \,d}}d={\begin{cases}8\sigma (n)&{\text{ако је }}n{\text{ непаран }}\\24\sigma \left({\frac {n}{2^{\nu }}}\right)&{\text{ако је }}n{\text{ паран }}\end{cases}},}
где је ν = ν2(n).    
{\displaystyle r_{6}(n)=16\sum _{d\mid n}\chi \left({\frac {n}{d}}\right)d^{2}-4\sum _{d\mid n}\chi (d)d^{2},}
где је {\displaystyle \chi (n)=\left({\frac {-4}{n}}\right).}
Дефинишимо функцију σk*(n) као
{\displaystyle \sigma _{k}^{*}(n)=(-1)^{n}\sum _{d\mid n}(-1)^{d}d^{k}={\begin{cases}\sum _{d\mid n}d^{k}=\sigma _{k}(n)&{\text{ако је }}n{\text{ непаран }}\\\sum _{\stackrel {d\mid n}{2\,\mid \,d}}d^{k}-\sum _{\stackrel {d\mid n}{2\,\nmid \,d}}d^{k}&{\text{ако је }}n{\text{ паран}}.\end{cases}}}
То јест, ако је n непаран, σk*(n) је збир k-тих степена делитеља броја n, то јест, σk(n), а ако је n паран, то је збир k-тих степена парних делитеља броја n минус збир k-тих степена непарних делитеља броја n.
{\displaystyle r_{8}(n)=16\sigma _{3}^{*}(n).}    
Усвојимо конвенцију да је Рамануџанов τ(x) = 0 ако x није цео број.
{\displaystyle r_{24}(n)={\frac {16}{691}}\sigma _{11}^{*}(n)+{\frac {128}{691}}\left\{(-1)^{n-1}259\tau (n)-512\tau \left({\frac {n}{2}}\right)\right\}}    

### Конволуције збирова делитеља
Овде "конволуција" не значи "Дирихлеова конволуција", већ се односи на формулу за коефицијенте производа два степена реда:
{\displaystyle \left(\sum _{n=0}^{\infty }a_{n}x^{n}\right)\left(\sum _{n=0}^{\infty }b_{n}x^{n}\right)=\sum _{i=0}^{\infty }\sum _{j=0}^{\infty }a_{i}b_{j}x^{i+j}=\sum _{n=0}^{\infty }\left(\sum _{i=0}^{n}a_{i}b_{n-i}\right)x^{n}=\sum _{n=0}^{\infty }c_{n}x^{n}.}
Низ {\displaystyle c_{n}=\sum _{i=0}^{n}a_{i}b_{n-i}} назива се конволуција или Кошијев производ низова an и bn.

Ове формуле се могу доказати аналитички (погледати Ајзенштајнов ред) или елементарним методама.
{\displaystyle \sigma _{3}(n)={\frac {1}{5}}\left\{6n\sigma _{1}(n)-\sigma _{1}(n)+12\sum _{0<k<n}\sigma _{1}(k)\sigma _{1}(n-k)\right\}.}    
{\displaystyle \sigma _{5}(n)={\frac {1}{21}}\left\{10(3n-1)\sigma _{3}(n)+\sigma _{1}(n)+240\sum _{0<k<n}\sigma _{1}(k)\sigma _{3}(n-k)\right\}.}    
{\displaystyle {\begin{aligned}\sigma _{7}(n)&={\frac {1}{20}}\left\{21(2n-1)\sigma _{5}(n)-\sigma _{1}(n)+504\sum _{0<k<n}\sigma _{1}(k)\sigma _{5}(n-k)\right\}\\&=\sigma _{3}(n)+120\sum _{0<k<n}\sigma _{3}(k)\sigma _{3}(n-k).\end{aligned}}}    
{\displaystyle {\begin{aligned}\sigma _{9}(n)&={\frac {1}{11}}\left\{10(3n-2)\sigma _{7}(n)+\sigma _{1}(n)+480\sum _{0<k<n}\sigma _{1}(k)\sigma _{7}(n-k)\right\}\\&={\frac {1}{11}}\left\{21\sigma _{5}(n)-10\sigma _{3}(n)+5040\sum _{0<k<n}\sigma _{3}(k)\sigma _{5}(n-k)\right\}.\end{aligned}}}    
{\displaystyle \tau (n)={\frac {65}{756}}\sigma _{11}(n)+{\frac {691}{756}}\sigma _{5}(n)-{\frac {691}{3}}\sum _{0<k<n}\sigma _{5}(k)\sigma _{5}(n-k),}     где је τ(n) Рамануџанова функција.    
Пошто су σk(n) (за природни број k) и τ(n) цели бројеви, горенаведене формуле се могу користити за доказивање конгруенција за функције. Погледати Рамануџанова тау функција за неке примере.
Проширимо домен партиционе функције постављањем p(0) = 1.
{\displaystyle p(n)={\frac {1}{n}}\sum _{1\leq k\leq n}\sigma (k)p(n-k).}       Ова рекуренција се може користити за израчунавање p(n).

### Повезано са бројем класе
Петер Густав Лежен Дирихле је открио формуле које повезују број класе h квадратних бројних поља са Јакобијевим симболом.
Цео број D се назива фундаментални дискриминант ако је то дискриминанта квадратног бројног поља. Ово је еквивалентно са D ≠ 1 и или а) D је безквадратан и D ≡ 1 (mod 4) или б) D ≡ 0 (mod 4), D/4 је безквадратан, и D/4 ≡ 2 или 3 (mod 4).
Проширимо Јакобијев симбол да прихвата парне бројеве у "имениоцу" дефинисањем Кронекеровог симбола:
{\displaystyle \left({\frac {a}{2}}\right)={\begin{cases}\;\;\,0&{\text{ако је }}a{\text{ паран}}\\(-1)^{\frac {a^{2}-1}{8}}&{\text{ ако је }}a{\text{ непаран. }}\end{cases}}}
Тада ако је D < −4 фундаментални дискриминант
{\displaystyle {\begin{aligned}h(D)&={\frac {1}{D}}\sum _{r=1}^{|D|}r\left({\frac {D}{r}}\right)\\&={\frac {1}{2-\left({\tfrac {D}{2}}\right)}}\sum _{r=1}^{|D|/2}\left({\frac {D}{r}}\right).\end{aligned}}}
Такође постоји формула која повезује r3 и h. Опет, нека је D фундаментални дискриминант, D < −4. Тада
{\displaystyle r_{3}(|D|)=12\left(1-\left({\frac {D}{2}}\right)\right)h(D).}

### Повезано са расподелом простих бројева
Нека је {\displaystyle H_{n}=1+{\frac {1}{2}}+{\frac {1}{3}}+\cdots +{\frac {1}{n}}}   n-ти хармонијски број. Тада
{\displaystyle \sigma (n)\leq H_{n}+e^{H_{n}}\log H_{n}}   важи за сваки природни број n ако и само ако је Риманова хипотеза тачна.    
Риманова хипотеза је такође еквивалентна тврдњи да, за све n > 5040,
{\displaystyle \sigma (n)<e^{\gamma }n\log \log n} (где је γ Ојлер-Маскеронијева константа). Ово је Робинова теорема.
{\displaystyle \sum _{p}\nu _{p}(n)=\Omega (n).}
{\displaystyle \psi (x)=\sum _{n\leq x}\Lambda (n).}    
{\displaystyle \Pi (x)=\sum _{n\leq x}{\frac {\Lambda (n)}{\log n}}.}    
{\displaystyle e^{\theta (x)}=\prod _{p\leq x}p.}    
{\displaystyle e^{\psi (x)}=\operatorname {lcm} [1,2,\dots ,\lfloor x\rfloor ].}    

### Менонов идентитет
Године 1965. П. Кесава Менон је доказао
{\displaystyle \sum _{\stackrel {1\leq k\leq n}{\gcd(k,n)=1}}\gcd(k-1,n)=\varphi (n)d(n).}
Ово су генерализовали бројни математичари. На пример,
- Б. Сури[48] {\displaystyle \sum _{\stackrel {1\leq k_{1},k_{2},\dots ,k_{s}\leq n}{\gcd(k_{1},n)=1}}\gcd(k_{1}-1,k_{2},\dots ,k_{s},n)=\varphi (n)\sigma _{s-1}(n).}
- Н. Рао[49] {\displaystyle \sum _{\stackrel {1\leq k_{1},k_{2},\dots ,k_{s}\leq n}{\gcd(k_{1},k_{2},\dots ,k_{s},n)=1}}\gcd(k_{1}-a_{1},k_{2}-a_{2},\dots ,k_{s}-a_{s},n)^{s}=J_{s}(n)d(n),} где су a1, a2, ..., as цели бројеви, gcd(a1, a2, ..., as, n) = 1.
- Ласло Фејеш Тот[50] {\displaystyle \sum _{\stackrel {1\leq k\leq m}{\gcd(k,m)=1}}\gcd(k^{2}-1,m_{1})\gcd(k^{2}-1,m_{2})=\varphi (n)\sum _{\stackrel {d_{1}\mid m_{1}}{d_{2}\mid m_{2}}}\varphi (\gcd(d_{1},d_{2}))2^{\omega (\operatorname {lcm} (d_{1},d_{2}))},} где су m1 и m2 непарни, m = lcm(m1, m2).

У ствари, ако је f било која аритметичка функција
{\displaystyle \sum _{\stackrel {1\leq k\leq n}{\gcd(k,n)=1}}f(\gcd(k-1,n))=\varphi (n)\sum _{d\mid n}{\frac {(\mu *f)(d)}{\varphi (d)}},}
где {\displaystyle *} представља Дирихлеову конволуцију.

### Разно
Нека су m и n различити, непарни и позитивни. Тада Јакобијев симбол задовољава закон квадратног реципроцитета:
{\displaystyle \left({\frac {m}{n}}\right)\left({\frac {n}{m}}\right)=(-1)^{(m-1)(n-1)/4}.}
Нека је D(n) аритметички извод. Тада је логаритамски извод {\displaystyle {\frac {D(n)}{n}}=\sum _{\stackrel {p\mid n}{p{\text{ прост}}}}{\frac {v_{p}(n)}{p}}.} Погледати Аритметички извод за детаље.
Нека је λ(n) Лијувилова функција. Тада
{\displaystyle |\lambda (n)|\mu (n)=\lambda (n)|\mu (n)|=\mu (n),}     и
{\displaystyle \lambda (n)\mu (n)=|\mu (n)|=\mu ^{2}(n).}    
Нека је λ(n) Кармајклова функција. Тада
{\displaystyle \lambda (n)\mid \phi (n).}      Даље,
{\displaystyle \lambda (n)=\phi (n){\text{ ако и само ако }}n={\begin{cases}1,2,4;\\3,5,7,9,11,\ldots {\text{ (то јест, }}p^{k}{\text{, где је }}p{\text{ непаран прост број)}};\\6,10,14,18,\ldots {\text{ (то јест, }}2p^{k}{\text{, где је }}p{\text{ непаран прост број)}}.\end{cases}}}
Погледати Мултипликативна група целих бројева по модулу n и Примитивни корен по модулу n.
 
{\displaystyle 2^{\omega (n)}\leq d(n)\leq 2^{\Omega (n)}.}    
{\displaystyle {\frac {6}{\pi ^{2}}}<{\frac {\phi (n)\sigma (n)}{n^{2}}}<1.}    
{\displaystyle {\begin{aligned}c_{q}(n)&={\frac {\mu \left({\frac {q}{\gcd(q,n)}}\right)}{\phi \left({\frac {q}{\gcd(q,n)}}\right)}}\phi (q)\\&=\sum _{\delta \mid \gcd(q,n)}\mu \left({\frac {q}{\delta }}\right)\delta .\end{aligned}}}         Приметити да је  {\displaystyle \phi (q)=\sum _{\delta \mid q}\mu \left({\frac {q}{\delta }}\right)\delta .}    
{\displaystyle c_{q}(1)=\mu (q).}
{\displaystyle c_{q}(q)=\phi (q).}
{\displaystyle \sum _{\delta \mid n}d^{3}(\delta )=\left(\sum _{\delta \mid n}d(\delta )\right)^{2}.}       Упоредити ово са 13 + 23 + 33 + ... + n3 = (1 + 2 + 3 + ... + n)2
{\displaystyle d(uv)=\sum _{\delta \mid \gcd(u,v)}\mu (\delta )d\left({\frac {u}{\delta }}\right)d\left({\frac {v}{\delta }}\right).}    
{\displaystyle \sigma _{k}(u)\sigma _{k}(v)=\sum _{\delta \mid \gcd(u,v)}\delta ^{k}\sigma _{k}\left({\frac {uv}{\delta ^{2}}}\right).}    
{\displaystyle \tau (u)\tau (v)=\sum _{\delta \mid \gcd(u,v)}\delta ^{11}\tau \left({\frac {uv}{\delta ^{2}}}\right),}     где је τ(n) Рамануџанова функција.     

## Првих 100 вредности неких аритметичких функција
| n   | факторизација | φ(n) | ω(n) | Ω(n) | λ(n) | μ(n) | Λ(n) | π(n) | σ0(n) | σ1(n) | σ2(n) | r2(n) | r3(n) | r4(n) |
| --- | ------------- | ---- | ---- | ---- | ---- | ---- | ---- | ---- | ----- | ----- | ----- | ----- | ----- | ----- |
| 1   | 1             | 1    | 0    | 0    | 1    | 1    | 0    | 0    | 1     | 1     | 1     | 4     | 6     | 8     |
| 2   | 2             | 1    | 1    | 1    | −1   | −1   | 0.69 | 1    | 2     | 3     | 5     | 4     | 12    | 24    |
| 3   | 3             | 2    | 1    | 1    | −1   | −1   | 1.10 | 2    | 2     | 4     | 10    | 0     | 8     | 32    |
| 4   | 2             | 2    | 1    | 2    | 1    | 0    | 0.69 | 2    | 3     | 7     | 21    | 4     | 6     | 24    |
| 5   | 5             | 4    | 1    | 1    | −1   | −1   | 1.61 | 3    | 2     | 6     | 26    | 8     | 24    | 48    |
| 6   | 2 · 3         | 2    | 2    | 2    | 1    | 1    | 0    | 3    | 4     | 12    | 50    | 0     | 24    | 96    |
| 7   | 7             | 6    | 1    | 1    | −1   | −1   | 1.95 | 4    | 2     | 8     | 50    | 0     | 0     | 64    |
| 8   | 23            | 4    | 1    | 3    | −1   | 0    | 0.69 | 4    | 4     | 15    | 85    | 4     | 12    | 24    |
| 9   | 32            | 6    | 1    | 2    | 1    | 0    | 1.10 | 4    | 3     | 13    | 91    | 4     | 30    | 104   |
| 10  | 2 · 5         | 4    | 2    | 2    | 1    | 1    | 0    | 4    | 4     | 18    | 130   | 8     | 24    | 144   |
| 11  | 11            | 10   | 1    | 1    | −1   | −1   | 2.40 | 5    | 2     | 12    | 122   | 0     | 24    | 96    |
| 12  | 2 · 3         | 4    | 2    | 3    | −1   | 0    | 0    | 5    | 6     | 28    | 210   | 0     | 8     | 96    |
| 13  | 13            | 12   | 1    | 1    | −1   | −1   | 2.56 | 6    | 2     | 14    | 170   | 8     | 24    | 112   |
| 14  | 2 · 7         | 6    | 2    | 2    | 1    | 1    | 0    | 6    | 4     | 24    | 250   | 0     | 48    | 192   |
| 15  | 3 · 5         | 8    | 2    | 2    | 1    | 1    | 0    | 6    | 4     | 24    | 260   | 0     | 0     | 192   |
| 16  | 24            | 8    | 1    | 4    | 1    | 0    | 0.69 | 6    | 5     | 31    | 341   | 4     | 6     | 24    |
| 17  | 17            | 16   | 1    | 1    | −1   | −1   | 2.83 | 7    | 2     | 18    | 290   | 8     | 48    | 144   |
| 18  | 2 · 32        | 6    | 2    | 3    | −1   | 0    | 0    | 7    | 6     | 39    | 455   | 4     | 36    | 312   |
| 19  | 19            | 18   | 1    | 1    | −1   | −1   | 2.94 | 8    | 2     | 20    | 362   | 0     | 24    | 160   |
| 20  | 2 · 5         | 8    | 2    | 3    | −1   | 0    | 0    | 8    | 6     | 42    | 546   | 8     | 24    | 144   |
| 21  | 3 · 7         | 12   | 2    | 2    | 1    | 1    | 0    | 8    | 4     | 32    | 500   | 0     | 48    | 256   |
| 22  | 2 · 11        | 10   | 2    | 2    | 1    | 1    | 0    | 8    | 4     | 36    | 610   | 0     | 24    | 288   |
| 23  | 23            | 22   | 1    | 1    | −1   | −1   | 3.14 | 9    | 2     | 24    | 530   | 0     | 0     | 192   |
| 24  | 23 · 3        | 8    | 2    | 4    | 1    | 0    | 0    | 9    | 8     | 60    | 850   | 0     | 24    | 96    |
| 25  | 52            | 20   | 1    | 2    | 1    | 0    | 1.61 | 9    | 3     | 31    | 651   | 12    | 30    | 248   |
| 26  | 2 · 13        | 12   | 2    | 2    | 1    | 1    | 0    | 9    | 4     | 42    | 850   | 8     | 72    | 336   |
| 27  | 3             | 18   | 1    | 3    | −1   | 0    | 1.10 | 9    | 4     | 40    | 820   | 0     | 32    | 320   |
| 28  | 2 · 7         | 12   | 2    | 3    | −1   | 0    | 0    | 9    | 6     | 56    | 1050  | 0     | 0     | 192   |
| 29  | 29            | 28   | 1    | 1    | −1   | −1   | 3.37 | 10   | 2     | 30    | 842   | 8     | 72    | 240   |
| 30  | 2 · 3 · 5     | 8    | 3    | 3    | −1   | −1   | 0    | 10   | 8     | 72    | 1300  | 0     | 48    | 576   |
| 31  | 31            | 30   | 1    | 1    | −1   | −1   | 3.43 | 11   | 2     | 32    | 962   | 0     | 0     | 256   |
| 32  | 25            | 16   | 1    | 5    | −1   | 0    | 0.69 | 11   | 6     | 63    | 1365  | 4     | 12    | 24    |
| 33  | 3 · 11        | 20   | 2    | 2    | 1    | 1    | 0    | 11   | 4     | 48    | 1220  | 0     | 48    | 384   |
| 34  | 2 · 17        | 16   | 2    | 2    | 1    | 1    | 0    | 11   | 4     | 54    | 1450  | 8     | 48    | 432   |
| 35  | 5 · 7         | 24   | 2    | 2    | 1    | 1    | 0    | 11   | 4     | 48    | 1300  | 0     | 48    | 384   |
| 36  | 2 · 32        | 12   | 2    | 4    | 1    | 0    | 0    | 11   | 9     | 91    | 1911  | 4     | 30    | 312   |
| 37  | 37            | 36   | 1    | 1    | −1   | −1   | 3.61 | 12   | 2     | 38    | 1370  | 8     | 24    | 304   |
| 38  | 2 · 19        | 18   | 2    | 2    | 1    | 1    | 0    | 12   | 4     | 60    | 1810  | 0     | 72    | 480   |
| 39  | 3 · 13        | 24   | 2    | 2    | 1    | 1    | 0    | 12   | 4     | 56    | 1700  | 0     | 0     | 448   |
| 40  | 23 · 5        | 16   | 2    | 4    | 1    | 0    | 0    | 12   | 8     | 90    | 2210  | 8     | 24    | 144   |
| 41  | 41            | 40   | 1    | 1    | −1   | −1   | 3.71 | 13   | 2     | 42    | 1682  | 8     | 96    | 336   |
| 42  | 2 · 3 · 7     | 12   | 3    | 3    | −1   | −1   | 0    | 13   | 8     | 96    | 2500  | 0     | 48    | 768   |
| 43  | 43            | 42   | 1    | 1    | −1   | −1   | 3.76 | 14   | 2     | 44    | 1850  | 0     | 24    | 352   |
| 44  | 2 · 11        | 20   | 2    | 3    | −1   | 0    | 0    | 14   | 6     | 84    | 2562  | 0     | 24    | 288   |
| 45  | 32 · 5        | 24   | 2    | 3    | −1   | 0    | 0    | 14   | 6     | 78    | 2366  | 8     | 72    | 624   |
| 46  | 2 · 23        | 22   | 2    | 2    | 1    | 1    | 0    | 14   | 4     | 72    | 2650  | 0     | 48    | 576   |
| 47  | 47            | 46   | 1    | 1    | −1   | −1   | 3.85 | 15   | 2     | 48    | 2210  | 0     | 0     | 384   |
| 48  | 24 · 3        | 16   | 2    | 5    | −1   | 0    | 0    | 15   | 10    | 124   | 3410  | 0     | 8     | 96    |
| 49  | 72            | 42   | 1    | 2    | 1    | 0    | 1.95 | 15   | 3     | 57    | 2451  | 4     | 54    | 456   |
| 50  | 2 · 52        | 20   | 2    | 3    | −1   | 0    | 0    | 15   | 6     | 93    | 3255  | 12    | 84    | 744   |
| 51  | 3 · 17        | 32   | 2    | 2    | 1    | 1    | 0    | 15   | 4     | 72    | 2900  | 0     | 48    | 576   |
| 52  | 2 · 13        | 24   | 2    | 3    | −1   | 0    | 0    | 15   | 6     | 98    | 3570  | 8     | 24    | 336   |
| 53  | 53            | 52   | 1    | 1    | −1   | −1   | 3.97 | 16   | 2     | 54    | 2810  | 8     | 72    | 432   |
| 54  | 2 · 33        | 18   | 2    | 4    | 1    | 0    | 0    | 16   | 8     | 120   | 4100  | 0     | 96    | 960   |
| 55  | 5 · 11        | 40   | 2    | 2    | 1    | 1    | 0    | 16   | 4     | 72    | 3172  | 0     | 0     | 576   |
| 56  | 23 · 7        | 24   | 2    | 4    | 1    | 0    | 0    | 16   | 8     | 120   | 4250  | 0     | 48    | 192   |
| 57  | 3 · 19        | 36   | 2    | 2    | 1    | 1    | 0    | 16   | 4     | 80    | 3620  | 0     | 48    | 640   |
| 58  | 2 · 29        | 28   | 2    | 2    | 1    | 1    | 0    | 16   | 4     | 90    | 4210  | 8     | 24    | 720   |
| 59  | 59            | 58   | 1    | 1    | −1   | −1   | 4.08 | 17   | 2     | 60    | 3482  | 0     | 72    | 480   |
| 60  | 2 · 3 · 5     | 16   | 3    | 4    | 1    | 0    | 0    | 17   | 12    | 168   | 5460  | 0     | 0     | 576   |
| 61  | 61            | 60   | 1    | 1    | −1   | −1   | 4.11 | 18   | 2     | 62    | 3722  | 8     | 72    | 496   |
| 62  | 2 · 31        | 30   | 2    | 2    | 1    | 1    | 0    | 18   | 4     | 96    | 4810  | 0     | 96    | 768   |
| 63  | 32 · 7        | 36   | 2    | 3    | −1   | 0    | 0    | 18   | 6     | 104   | 4550  | 0     | 0     | 832   |
| 64  | 26            | 32   | 1    | 6    | 1    | 0    | 0.69 | 18   | 7     | 127   | 5461  | 4     | 6     | 24    |
| 65  | 5 · 13        | 48   | 2    | 2    | 1    | 1    | 0    | 18   | 4     | 84    | 4420  | 16    | 96    | 672   |
| 66  | 2 · 3 · 11    | 20   | 3    | 3    | −1   | −1   | 0    | 18   | 8     | 144   | 6100  | 0     | 96    | 1152  |
| 67  | 67            | 66   | 1    | 1    | −1   | −1   | 4.20 | 19   | 2     | 68    | 4490  | 0     | 24    | 544   |
| 68  | 2 · 17        | 32   | 2    | 3    | −1   | 0    | 0    | 19   | 6     | 126   | 6090  | 8     | 48    | 432   |
| 69  | 3 · 23        | 44   | 2    | 2    | 1    | 1    | 0    | 19   | 4     | 96    | 5300  | 0     | 96    | 768   |
| 70  | 2 · 5 · 7     | 24   | 3    | 3    | −1   | −1   | 0    | 19   | 8     | 144   | 6500  | 0     | 48    | 1152  |
| 71  | 71            | 70   | 1    | 1    | −1   | −1   | 4.26 | 20   | 2     | 72    | 5042  | 0     | 0     | 576   |
| 72  | 23 · 32       | 24   | 2    | 5    | −1   | 0    | 0    | 20   | 12    | 195   | 7735  | 4     | 36    | 312   |
| 73  | 73            | 72   | 1    | 1    | −1   | −1   | 4.29 | 21   | 2     | 74    | 5330  | 8     | 48    | 592   |
| 74  | 2 · 37        | 36   | 2    | 2    | 1    | 1    | 0    | 21   | 4     | 114   | 6850  | 8     | 120   | 912   |
| 75  | 3 · 52        | 40   | 2    | 3    | −1   | 0    | 0    | 21   | 6     | 124   | 6510  | 0     | 56    | 992   |
| 76  | 2 · 19        | 36   | 2    | 3    | −1   | 0    | 0    | 21   | 6     | 140   | 7602  | 0     | 24    | 480   |
| 77  | 7 · 11        | 60   | 2    | 2    | 1    | 1    | 0    | 21   | 4     | 96    | 6100  | 0     | 96    | 768   |
| 78  | 2 · 3 · 13    | 24   | 3    | 3    | −1   | −1   | 0    | 21   | 8     | 168   | 8500  | 0     | 48    | 1344  |
| 79  | 79            | 78   | 1    | 1    | −1   | −1   | 4.37 | 22   | 2     | 80    | 6242  | 0     | 0     | 640   |
| 80  | 24 · 5        | 32   | 2    | 5    | −1   | 0    | 0    | 22   | 10    | 186   | 8866  | 8     | 24    | 144   |
| 81  | 34            | 54   | 1    | 4    | 1    | 0    | 1.10 | 22   | 5     | 121   | 7381  | 4     | 102   | 968   |
| 82  | 2 · 41        | 40   | 2    | 2    | 1    | 1    | 0    | 22   | 4     | 126   | 8410  | 8     | 48    | 1008  |
| 83  | 83            | 82   | 1    | 1    | −1   | −1   | 4.42 | 23   | 2     | 84    | 6890  | 0     | 72    | 672   |
| 84  | 2 · 3 · 7     | 24   | 3    | 4    | 1    | 0    | 0    | 23   | 12    | 224   | 10500 | 0     | 48    | 768   |
| 85  | 5 · 17        | 64   | 2    | 2    | 1    | 1    | 0    | 23   | 4     | 108   | 7540  | 16    | 48    | 864   |
| 86  | 2 · 43        | 42   | 2    | 2    | 1    | 1    | 0    | 23   | 4     | 132   | 9250  | 0     | 120   | 1056  |
| 87  | 3 · 29        | 56   | 2    | 2    | 1    | 1    | 0    | 23   | 4     | 120   | 8420  | 0     | 0     | 960   |
| 88  | 23 · 11       | 40   | 2    | 4    | 1    | 0    | 0    | 23   | 8     | 180   | 10370 | 0     | 24    | 288   |
| 89  | 89            | 88   | 1    | 1    | −1   | −1   | 4.49 | 24   | 2     | 90    | 7922  | 8     | 144   | 720   |
| 90  | 2 · 32 · 5    | 24   | 3    | 4    | 1    | 0    | 0    | 24   | 12    | 234   | 11830 | 8     | 120   | 1872  |
| 91  | 7 · 13        | 72   | 2    | 2    | 1    | 1    | 0    | 24   | 4     | 112   | 8500  | 0     | 48    | 896   |
| 92  | 2 · 23        | 44   | 2    | 3    | −1   | 0    | 0    | 24   | 6     | 168   | 11130 | 0     | 0     | 576   |
| 93  | 3 · 31        | 60   | 2    | 2    | 1    | 1    | 0    | 24   | 4     | 128   | 9620  | 0     | 48    | 1024  |
| 94  | 2 · 47        | 46   | 2    | 2    | 1    | 1    | 0    | 24   | 4     | 144   | 11050 | 0     | 96    | 1152  |
| 95  | 5 · 19        | 72   | 2    | 2    | 1    | 1    | 0    | 24   | 4     | 120   | 9412  | 0     | 0     | 960   |
| 96  | 25 · 3        | 32   | 2    | 6    | 1    | 0    | 0    | 24   | 12    | 252   | 13650 | 0     | 24    | 96    |
| 97  | 97            | 96   | 1    | 1    | −1   | −1   | 4.57 | 25   | 2     | 98    | 9410  | 8     | 48    | 784   |
| 98  | 2 · 72        | 42   | 2    | 3    | −1   | 0    | 0    | 25   | 6     | 171   | 12255 | 4     | 108   | 1368  |
| 99  | 32 · 11       | 60   | 2    | 3    | −1   | 0    | 0    | 25   | 6     | 156   | 11102 | 0     | 72    | 1248  |
| 100 | 2 · 52        | 40   | 2    | 4    | 1    | 0    | 0    | 25   | 9     | 217   | 13671 | 12    | 30    | 744   |
| n   | факторизација | φ(n) | ω(n) | Ω(n) | λ(n) | μ(n) | Λ(n) | π(n) | σ0(n) | σ1(n) | σ2(n) | r2(n) | r3(n) | r4(n) |